# Le Monde de Riley
Le Monde de Riley (Girl Meets World) est une série télévisée américaine en 72 épisodes de 23 minutes créée par Michael Jacobs et April Kelly, diffusée du 27 juin 2014 au 20 janvier 2017 sur Disney Channel et depuis le 1er septembre 2015 sur Disney Channel Canada au Canada. 
Il s'agit d'une série dérivée de la sitcom Incorrigible Cory (1993-2000), qui était centrée sur le personnage de Cory Matthews.
En France, en Belgique et en Suisse, le pilote a été diffusé en avant-première le 13 octobre 2014, le reste de la série a été diffusé du 1er novembre 2014 au 4 mars 2017 sur Disney Channel France, et au Québec depuis le 1er septembre 2015 sur La Chaîne Disney. 
La série est désormais disponible sur la plateforme de streaming Disney+.

## Synopsis
À New York, Cory et Topenga Matthews (personnages principaux dans Incorrigible Cory) sont aujourd'hui mariés et parents d'une jeune adolescente, Riley, et d'un jeune garçon, Auggie. La jeune fille rentre au collège (puis au lycée dans la troisième saison) et son professeur d'histoire n'est autre que son père. Entre amour et amitié, Riley va découvrir l'adolescence aux côtés de ses meilleurs amis, Maya Hart, Farkle Minkus et Lucas Friar.

## Distribution
- Rowan Blanchard (VFB : Helena Coppejans) : Riley Matthews
- Ben Savage (VFB : Frédéric Meaux) : Cory Matthews (de Incorrigible Cory)
- Sabrina Carpenter (VFB : Mélanie Dambermont) : Maya Hart
- Peyton Meyer (VFB : Grégory Praet) : Lucas Friar
- Corey Fogelmanis (VFB : Émilie Guillaume) : Farkle Minkus
- Danielle Fishel (VFB : Célia Torrens) : Topenga Matthews (de Incorrigible Cory)
- August Maturo (VFB : Achille Dubois) : Auggie Matthews
- Cécilia Balagot (VFB : Nathalie Hons) : Isadora Smackle (15 épisodes)
- Cheryl Texiera (VFB : Claire Baradat) : Katy Hart Hunter (17 épisodes)
- Ava Kolker : Ava Morgenstern (20 épisodes)
- Amir Mitchell-Townes : Isaiah « Zay » Babineaux (32 épisodes)
- Cloris Leachman : Mrs. Svorski
- Rider Strong (VF : Romain Barthélémy) : Shawn Hunter (de Incorrigible Cory) (8 épisodes)
- Uriah Shelton (VF : Catherine Desplaces) : Joshua Matthews (de Incorrigible Cory) (8 épisodes)
- Danny McNulty (af) : Harley Keiner (5 épisodes)
- Will Friedle (VFB : Sébastien Hébrant) : Eric Matthews (de Incorrigible Cory) (4 épisodes)
- William Daniels (VF : Yves Degen) : George Feeny (de Incorrigible Cory) (3 épisodes)
- William Russ (VF : Yves Collignon) : Alan Matthews (de Incorrigible Cory) (2 épisodes)
- Betsy Randle (VF : Brigitte Virtudes) : Amy Matthews (de Incorrigible Cory) (2 épisodes)
- Lee Norris (VF : Olivier Podesta) : Stuart Minkus (de Incorrigible Cory) (4 épisodes)
- Trina McGee-Davis (en) : Angela Moore (de Incorrigible Cory) (5 épisodes)
- Lily Nicksay (en) et Lindsay Ridgeway (en) : Morgan Matthews (de Incorrigible Cory) (1 épisode)

## Production

### Tournages des saisons et Diffusions
SAISON 1 
- Début du tournage : 11 novembre 2013
- Premières diffusions : 27 juin 2014 (États-Unis) et 13 octobre 2014 (France)

SAISON 2
- Début du tournage : 6 octobre 2014
- Premières diffusions : 11 mai 2015 (États-Unis) et 3 octobre 2015 (France)

SAISON 3
- Début du tournage : Janvier 2016
- Premières diffusions : 3 juin 2016 (États-Unis) et 17 septembre 2016 (France)

### Annulation et Arrêt de la série
La saison 4 est incertaine et en négociation. En décembre 2016, le renouvellement de la série semble compromis.
Fin décembre de la même année, devant la mobilisation des fans sur les réseaux sociaux, Michael Jacobs (producteur de la série) affirme que la décision sur une éventuelle saison 4 n'est toujours pas prise.
Le 4 janvier 2017, le producteur annonce que la série est officiellement annulée après trois saisons.
Les fans sont entendus et la série pourrait possiblement continuer à exister sur une autre plateforme telles que Netflix ou Hulu.
Malheureusement, Netflix a déclaré qu'ils ne reprendraient pas la série. Seuls Hulu et Amazon Studios ne se sont pas encore publiquement exprimés.
La plateforme Disney+ la propose dans son catalogue.

## Liste des épisodes
| Saison | Saison  | Épisodes | États-Unis    | États-Unis      | France                                                                  | France          |
| Saison | Saison  | Épisodes | Début         | Fin             | Début                                                                   | Fin             |
| ------ | ------- | -------- | ------------- | --------------- | ----------------------------------------------------------------------- | --------------- |
|        | 1       | 20       | 27 juin 2014  | 27 mars 2015    | 13 octobre 2014 (Avant-première) 1er novembre 2014 (Lancement officiel) | 8 mai 2015      |
|        | Spécial | Spécial  | 17 avril 2015 | 17 avril 2015   | 10 octobre 2015                                                         | 10 octobre 2015 |
|        | 2       | 30       | 11 mai 2015   | 11 mars 2016    | 3 octobre 2015                                                          | 14 mai 2016     |
|        | 3       | 21       | 3 juin 2016   | 20 janvier 2017 | 17 septembre 2016                                                       | 4 mars 2017     |

### Première saison (2014-2015)
La saison a été diffusée du 27 juin 2014 au 27 mars 2015 sur Disney Channel USA et à partir du 13 octobre 2014 sur Disney Channel France.
| №  | #  | Titre Français                     | Titre Original                   | Diffusions française             | Diffusions originale | Code prod. |
| -- | -- | ---------------------------------- | -------------------------------- | -------------------------------- | -------------------- | ---------- |
| 1  | 1  | Transmission                       | Girl Meets World                 | 13 octobre 2014 (Avant-première) | 27 juin 2014         | 101        |
| 1  | 1  | Transmission                       | Girl Meets World                 | 1er novembre 2014                | 27 juin 2014         | 101        |
| 2  | 2  | Coup de foudre en cours d'histoire | Girl Meets Boy                   | 8 novembre 2014                  | 11 juillet 2014      | 102        |
| 3  | 3  | Jalousie                           | Girl Meets Sneak Attack          | 15 novembre 2014                 | 18 juillet 2014      | 104        |
| 4  | 4  | Le grand Huit                      | Girl Meets Father                | 22 novembre 2014                 | 25 juillet 2014      | 106        |
| 5  | 5  | La vérité                          | Girl Meets the Truth             | 29 novembre 2014                 | 1er août 2014        | 103        |
| 6  | 6  | A la découverte de la popularité   | Girl Meets Popular               | 6 décembre 2014                  | 8 août 2014          | 111        |
| 7  | 7  | Rencontre avec la mère de Maya     | Girl Meets Maya's Mother         | 13 décembre 2014                 | 15 août 2014         | 112        |
| 8  | 8  | Le Relooking de Smackle            | Girl Meets Smackle               | 20 décembre 2014                 | 12 septembre 2014    | 118        |
| 9  | 9  | Retour en 1961                     | Girl Meets 1961                  | 3 janvier 2015                   | 19 septembre 2014    | 114        |
| 10 | 10 | La vie en entreprise               | Girl Meets Crazy Hat             | 10 janvier 2015                  | 26 septembre 2014    | 107        |
| 11 | 11 | La soirée d'Halloween              | Girl Meets World of Terror       | 17 janvier 2015                  | 2 octobre 2014       | 108        |
| 12 | 12 | Les options                        | Girl Meets the Forgotten         | 24 janvier 2015                  | 10 octobre 2014      | 117        |
| 13 | 13 | A la découverte de nos défauts     | Girl Meets Flaws                 | 31 janvier 2015                  | 17 octobre 2014      | 116        |
| 14 | 14 | Votez pour moi                     | Girl Meets Friendship            | 7 février 2015                   | 21 novembre 2014     | 109        |
| 15 | 15 | Riley Baby-Sitter                  | Girl Meets Brother               | 14 février 2015                  | 28 novembre 2014     | 105        |
| 16 | 16 | L'ami d'enfance                    | Girl Meets Home for the Holidays | 21 février 2015                  | 5 décembre 2014      | 113        |
| 17 | 17 | La famille ou les amis?            | Girl Meets Game Night            | 28 février 2015                  | 9 janvier 2015       | 115        |
| 18 | 18 | Le stratagème                      | Girl Meets Master Plan           | 7 mars 2015                      | 16 janvier 2015      | 119        |
| 19 | 19 | La remise des Prix Insectes        | Girl Meets Farkle's Choice       | 14 mars 2015                     | 6 février 2015       | 110        |
| 20 | 20 | Premier rendez-vous                | Girl Meets First Date            | 8 mai 2015                       | 27 mars 2015         | 120        |

### Spécial (2015)
Un épisode spécial intitulé "Ni fait, ni affaire" a été diffusé le 17 avril 2015 sur Disney Channel USA dans le cadre d'un week-end spécial "What the What Weekend". 
L'épisode lors de sa diffusion a été intitulé "Girl Meets What the What" pour faire écho au week-end spécial mais les producteurs et les sources officielles l'ont nommé "Girl Meets Demolition". 
Cet épisode ne fait donc partie d'aucune saison, même s'il a été tourné en même temps que la saison 2.
| №  | Titre Français      | Titre Original                                 | Diffusions française | Diffusions originale | Code prod. |
| -- | ------------------- | ---------------------------------------------- | -------------------- | -------------------- | ---------- |
| 21 | Ni fait, ni affaire | Girl Meets What the What Girl Meets Demolition | 10 octobre 2015      | 17 avril 2015        | 207        |

### Deuxième saison (2015-2016)
Le 6 août 2014, la série a été renouvelée pour une deuxième saison, diffusée du 11 mai 2015 au 11 mars 2016 aux États-Unis sur Disney Channel USA, et à partir du 3 octobre 2015 sur Disney Channel France.
| №  | #  | Titre Français                | Titre Original                              | Diffusions française | Diffusions originale | Code prod. |
| -- | -- | ----------------------------- | ------------------------------------------- | -------------------- | -------------------- | ---------- |
| 22 | 1  | Le Centre de l'univers        | Girl Meets Gravity                          | 3 octobre 2015       | 11 mai 2015          | 201        |
| 23 | 2  | Le Nouveau monde de Riley     | Girl Meets the New World                    | 17 octobre 2015      | 12 mai 2015          | 208        |
| 24 | 3  | Le Secret de Lucas            | Girl Meets the Secret of Life               | 24 octobre 2015      | 13 mai 2015          | 202        |
| 25 | 4  | La Boîte à souvenirs          | Girl Meets Pluto                            | 7 novembre 2015      | 14 mai 2015          | 203        |
| 26 | 5  | Oncle Eric à la rescousse     | Girl Meets Mr. Squirrels                    | 14 novembre 2015     | 15 mai 2015          | 204        |
| 27 | 6  | Mauvaise conscience           | Girl Meets the Tell-Tale-Tot                | 21 novembre 2015     | 5 juin 2015          | 205        |
| 28 | 7  | Un monde sans règles          | Girl Meets Rules                            | 28 novembre 2015     | 12 juin 2015         | 211        |
| 29 | 8  | À la rencontre de l'ouragan   | Girl Meets Hurricane                        | 5 décembre 2015      | 19 juin 2015         | 209        |
| 30 | 9  | Oncle Eric à Washington       | Girl Meets Mr. Squirrels Goes to Washington | 19 décembre 2015     | 10 juillet 2015      | 210        |
| 31 | 10 | Un Nouveau professeur         | Girl Meets the New Teacher                  | 16 janvier 2016      | 17 juillet 2015      | 212        |
| 32 | 11 | Le mystère du poisson rouge   | Girl Meets Fish                             | 26 septembre 2015    | 24 juillet 2015      | 121        |
| 33 | 12 | L'Album de l'année            | Girl Meets Yearbook                         | 23 janvier 2016      | 7 août 2015          | 214        |
| 34 | 13 | Le Grand bal                  | Girl Meets Semi-Formal                      | 30 janvier 2016      | 14 août 2015         | 216        |
| 35 | 14 | Créativité                    | Girl Meets Creativity                       | 13 février 2016      | 21 août 2015         | 218        |
| 36 | 15 | Farkle est un génie           | Girl Meets Farkle Girl Meets I Am Farkle    | 20 février 2016      | 11 septembre 2015    | 217        |
| 37 | 16 | Des parents trop parfaits     | Girl Meets Cory and Topanga                 | 27 février 2016      | 18 septembre 2015    | 220        |
| 38 | 17 | Bienvenue à Rileyville        | Girl Meets Rileytown                        | 5 mars 2016          | 25 septembre 2015    | 223        |
| 39 | 18 | La soirée Halloween 2         | Girl Meets World of Terror 2                | 31 octobre 2015      | 2 octobre 2015       | 215        |
| 40 | 19 | Le Rêve de Riley              | Girl Meets Rah Rah                          | 12 mars 2016         | 9 octobre 2015       | 222        |
| 41 | 20 | Retour au Texas - Partie 1    | Girl Meets Texas: Part 1                    | 6 février 2016       | 16 octobre 2015      | 224        |
| 42 | 21 | Retour au Texas - Partie 2    | Girl Meets Texas: Part 2                    | 6 février 2016       | 17 octobre 2015      | 225        |
| 43 | 22 | Retour au Texas - Partie 3    | Girl Meets Texas: Part 3                    | 6 février 2016       | 18 octobre 2015      | 227        |
| 44 | 23 | Le Projet du Pardon           | Girl Meets the Forgiveness Project          | 19 mars 2016         | 6 novembre 2015      | 221        |
| 45 | 24 | Chacun sa croyance            | Girl Meets Belief                           | 26 mars 2016         | 13 novembre 2015     | 213        |
| 46 | 25 | L'année de toutes les vérités | Girl Meets the New Year                     | 7 décembre 2016      | 4 décembre 2015      | 229        |
| 47 | 26 | Riley et les sciences         | Girl Meets STEM                             | 2 avril 2016         | 8 janvier 2016       | 219        |
| 48 | 27 | La Vraie richesse             | Girl Meets Money                            | 9 avril 2016         | 22 janvier 2016      | 226        |
| 49 | 28 | Copie conforme                | Girl Meets Communism                        | 16 avril 2016        | 12 février 2016      | 206        |
| 50 | 29 | La Banquette fait peau neuve  | Girl Meets Bay Window                       | 7 mai 2016           | 19 février 2016      | 228        |
| 51 | 30 | En route pour le lycée        | Girl Meets Legacy                           | 14 mai 2016          | 11 mars 2016         | 230        |

### Troisième saison (2016-2017)
Le 25 novembre 2015, la série a été renouvelée pour une troisième saison, diffusée du 3 juin 2016 au 20 janvier 2017 aux États-Unis sur Disney Channel USA, en France elle a été diffusée du 17 septembre 2016 au 4 mars 2017 sur Disney Channel France.
| №  | #  | Titre Français                   | Titre Original                                       | Diffusions française | Diffusions originale | Code prod. |
| -- | -- | -------------------------------- | ---------------------------------------------------- | -------------------- | -------------------- | ---------- |
| 52 | 1  | Dans la cour des grands          | Girl Meets High School: Part One                     | 17 septembre 2016    | 3 juin 2016          | 301        |
| 53 | 2  | Dans la cour des grands          | Girl Meets High School: Part Two                     | 17 septembre 2016    | 5 juin 2016          | 302        |
| 54 | 3  | Génération Internet              | Girl Meets Jexica                                    | 24 septembre 2016    | 10 juin 2016         | 303        |
| 55 | 4  | D comme "déshonorée"             | Girl Meets Permanent Record                          | 1er octobre 2016     | 17 juin 2016         | 304        |
| 56 | 5  | Où est Maya ?                    | Girl Meets Triangle                                  | 8 octobre 2016       | 24 juin 2016         | 305        |
| 57 | 6  | À la recherche de Maya           | Girl Meets Upstate                                   | 15 octobre 2016      | 8 juillet 2016       | 306        |
| 58 | 7  | La Vraie Maya                    | Girl Meets True Maya                                 | 22 octobre 2016      | 15 juillet 2016      | 307        |
| 59 | 8  | Week-end à la montagne- Partie 1 | Girl Meets Ski Lodge Part 1                          | 29 octobre 2016      | 22 juillet 2016      | 312        |
| 60 | 9  | Week-end à la montagne- Partie 2 | Girl Meets Ski Lodge Part 2                          | 5 novembre 2016      | 29 juillet 2016      | 313        |
| 61 | 10 | Le Mariage                       | Girl Meets I Do                                      | 28 janvier 2017      | 12 août 2016         | 311        |
| 62 | 11 | Le Bien et le mal                | Girl Meets Sassy Haltertop Girl Meets the Real World | 19 novembre 2016     | 19 août 2016         | 309        |
| 63 | 12 | Adieu Monsieur Barry             | Girl Meets Bear                                      | 26 novembre 2016     | 26 août 2016         | 315        |
| 64 | 13 | La Grande Dame de New York       | Girl Meets the Great Lady of New York                | 10 décembre 2016     | 16 septembre 2016    | 310        |
| 65 | 14 | Cours d'anatomie                 | Girl Meets She Don't Like Me                         | 17 décembre 2016     | 23 septembre 2016    | 308        |
| 66 | 15 | La soirée Halloween 3            | Girl Meets World of Terror 3                         | 7 octobre 2017       | 14 octobre 2016      | 317        |
| 67 | 16 | Riley contre Godzilla            | Girl Meets Her Monster                               | 4 février 2017       | 4 novembre 2016      | 316        |
| 68 | 17 | Le Premier rôle                  | Girl Meets Hollyworld                                | 18 février 2017      | 18 novembre 2016     | 318        |
| 69 | 18 | Le Père Noël Secret              | Girl Meets a Christmas Maya                          | 2 décembre 2017      | 2 décembre 2016      | 314        |
| 70 | 19 | L'Envers du décor                | World Meets Girl*                                    | 11 février 2017      | 6 janvier 2017       | 321        |
| 71 | 20 | Riley est majeure                | Girl Meets Sweet Sixteen                             | 25 février 2017      | 13 janvier 2017      | 319        |
| 72 | 21 | Le Choix de Tapenga              | Girl Meets Goodbye                                   | 4 mars 2017          | 20 janvier 2017      | 320        |

* = Il s'agit du seul épisode de la série qui ne comporte pas le préfixe "Girl Meets" dans son titre original, c'est d'ailleurs un épisode spécial qui montre l'envers du décor et qui ne possède pas de scénario.

## Audiences
| Saison | Épisodes | Lancement         | Lancement       | Fin de saison   | Fin de saison   | Moyenne des télespectateurs |
| Saison | Épisodes | Date de diffusion | Téléspectateurs | Date            | Téléspectateurs | Moyenne des télespectateurs |
| ------ | -------- | ----------------- | --------------- | --------------- | --------------- | --------------------------- |
| 1      | 20       | 27 juin 2014      | 5 160 000       | 27 mars 2015    | 2 280 000       | 2 740 000                   |
| 2      | 30       | 11 mai 2015       | 2 050 000       | 11 mars 2016    | 1 700 000       | 2 280 000                   |
| 3      | 21       | 3 juin 2016       | 1 890 000       | 20 janvier 2017 | 1 640 000       | 1 700 000                   |